# 克羅縣
1°23′S 78°36′W / 1.383°S 78.600°W
克羅縣（西班牙語：Cantón Quero），是厄瓜多爾的縣份，位於該國中部，由通古拉瓦省負責管轄，面積173平方公里，主要經濟活動是農業，2001年人口18,187，人口密度每平方公里105.13人。